# Astragalus phyllokentrus
Astragalus phyllokentrus là một loài thực vật có hoa trong họ Đậu. Loài này được Hausskn. & Bornm. miêu tả khoa học đầu tiên.